# (1273) Helma
(1273) Helma ist ein Asteroid des Hauptgürtels, der am 8. August 1932 von dem deutschen Astronomen Karl Wilhelm Reinmuth an der Landessternwarte Heidelberg-Königstuhl der Universität Heidelberg entdeckt wurde.
Der Asteroid ist nach einer Bekannten des deutschen Astronomen Werner Schaub benannt.